# Randall Terry

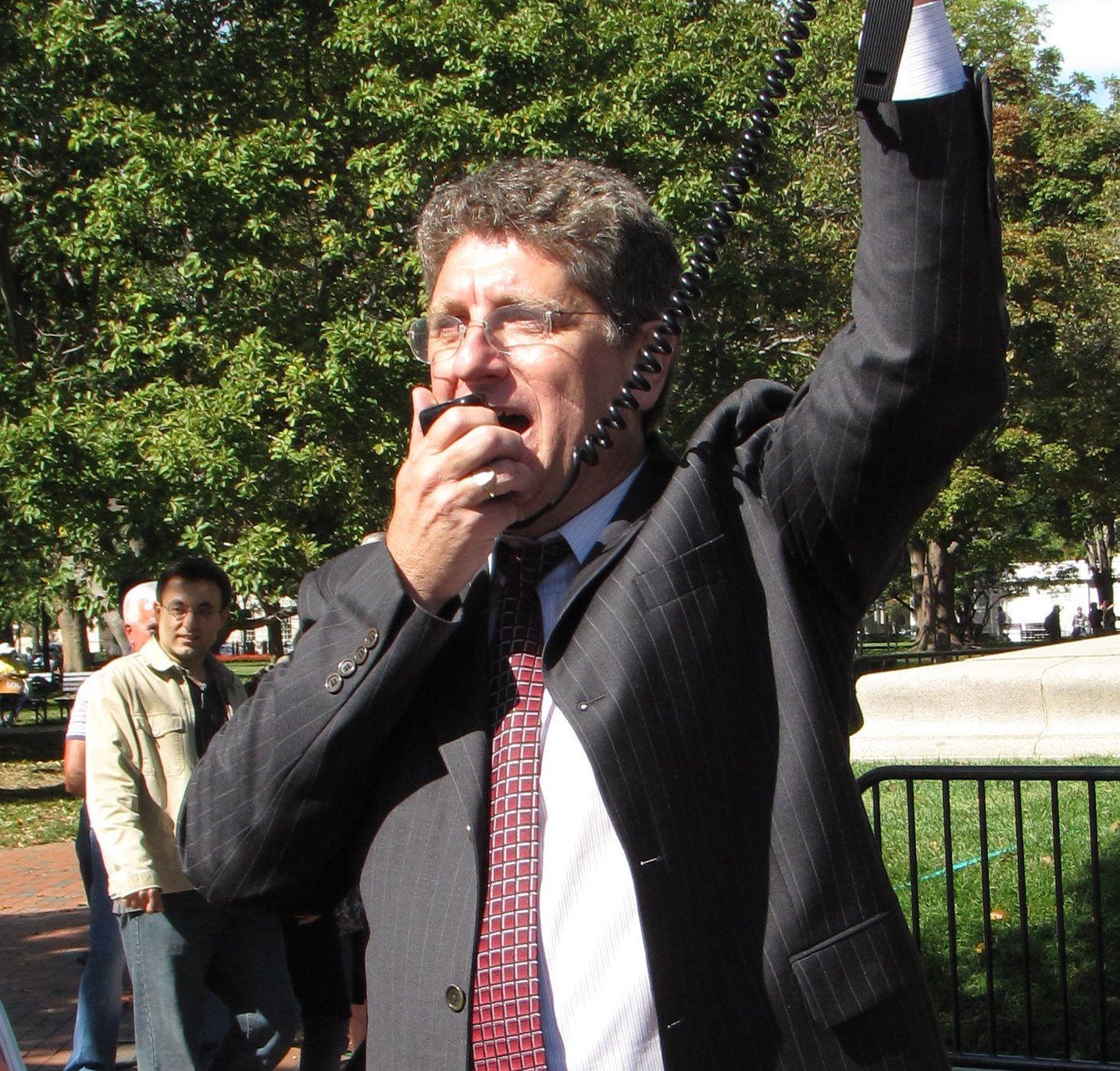
Randall Terry 2009

Randall A. Terry (* 1959) ist ein US-amerikanischer Politiker, Pro-Life-Aktivist, Autor und Musiker.

## Leben
Er gründete die Pro-Life-Organisation Operation Rescue. Über den Tod des ermordeten Arztes George Tiller, den er als Massenmörder bezeichnet, meinte er: „Wir trauern, weil ihm nicht die Zeit blieb, seine Seele ordentlich darauf vorzubereiten, vor das Angesicht Gottes zu treten.“ Terry trat bei der Präsidentschaftswahl in den Vereinigten Staaten 2012 in den Vorwahlen der Demokratischen Partei gegen Barack Obama an. Er unterlag, konnte aber im Bundesstaat Oklahoma 18 Prozent der Stimmen gewinnen. Der militante Abtreibungsgegner kündigte an, die Demokratische Partei „zerstören“ zu wollen und vertritt die extrem rechte Constitution Party in einem Dutzend US-Bundesstaaten bei der Präsidentenwahl 2024.

## Publikationen (Auswahl)
- Accessory To Murder: The Enemies, Allies, And Accomplices To The Death of Our Culture (1990) ISBN 0-943497-78-7
- Why Does A Nice Guy Like Me Keep Getting Thrown In Jail?: How theological escapism and cultural retreatism in the Church have led to America's demise. (1993) ISBN 1-56384-052-9
- The Sword: The Blessing Of Righteous Government And The Overthrow Of Tyrants (1995) ISBN 1-887690-00-X